# Samochód pancerny wz. 29
La Samochód pancerny wz. 29 (in polacco: autoblindo modello 1929), conosciuta anche come Ursus wz. 29, era un'autoblindo polacca entrata in servizio tra le due guerre mondiali.

## Storia
Nel 1928 in Polonia iniziò la produzione dell'autocarro Ursus A, copia su licenza dell'autocarro italiano SPA 25C. Il telaio dell'Ursus A fu scelto dallo stato maggiore delle forze armate polacche come base per la realizzazione di una nuova autoblindo, più pesante e meglio armata e corazzata della precedente Samochód pancerny wz. 28. La progettazione venne affidata all'ufficio progettazione dell'Istituto militare di ricerca ingegneristica, guidato dal tenente ingegnere Rudolf Gundlach (il creatore di periscopio girevole), che si ispirò al progetto dell'autoblindo Austin-Putilov, introducendo, tra le altre cose, il secondo posto di guida contromarcia, che consentiva la fuga dal fuoco nemico senza necessità di manovre di inversione. 

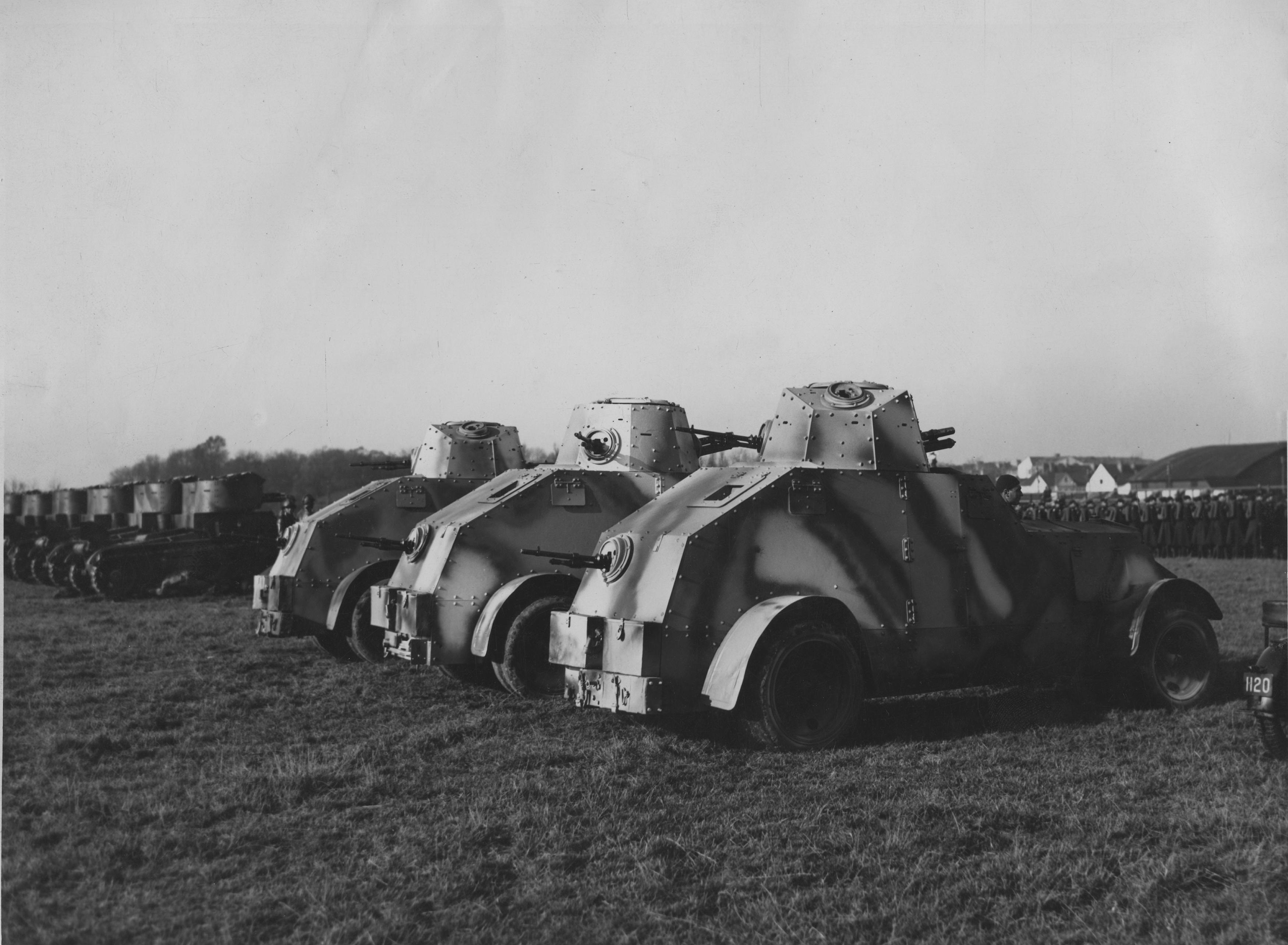
Autoblindo wz. 29 con livrea mimetica.

La torretta era invece ispirata a quella della blindo White TBC, con il cannone e la mitragliatrice orientati in direzioni esattamente opposte. Questa soluzione presentava lo svantaggio per il cannoniere di dover ruotare la torre di 180° per cambiare arma. In una seconda versione, quella di serie, la disposizione venne rivista sfasando le due armi di soli 120° (sulla sinistra del cannone).

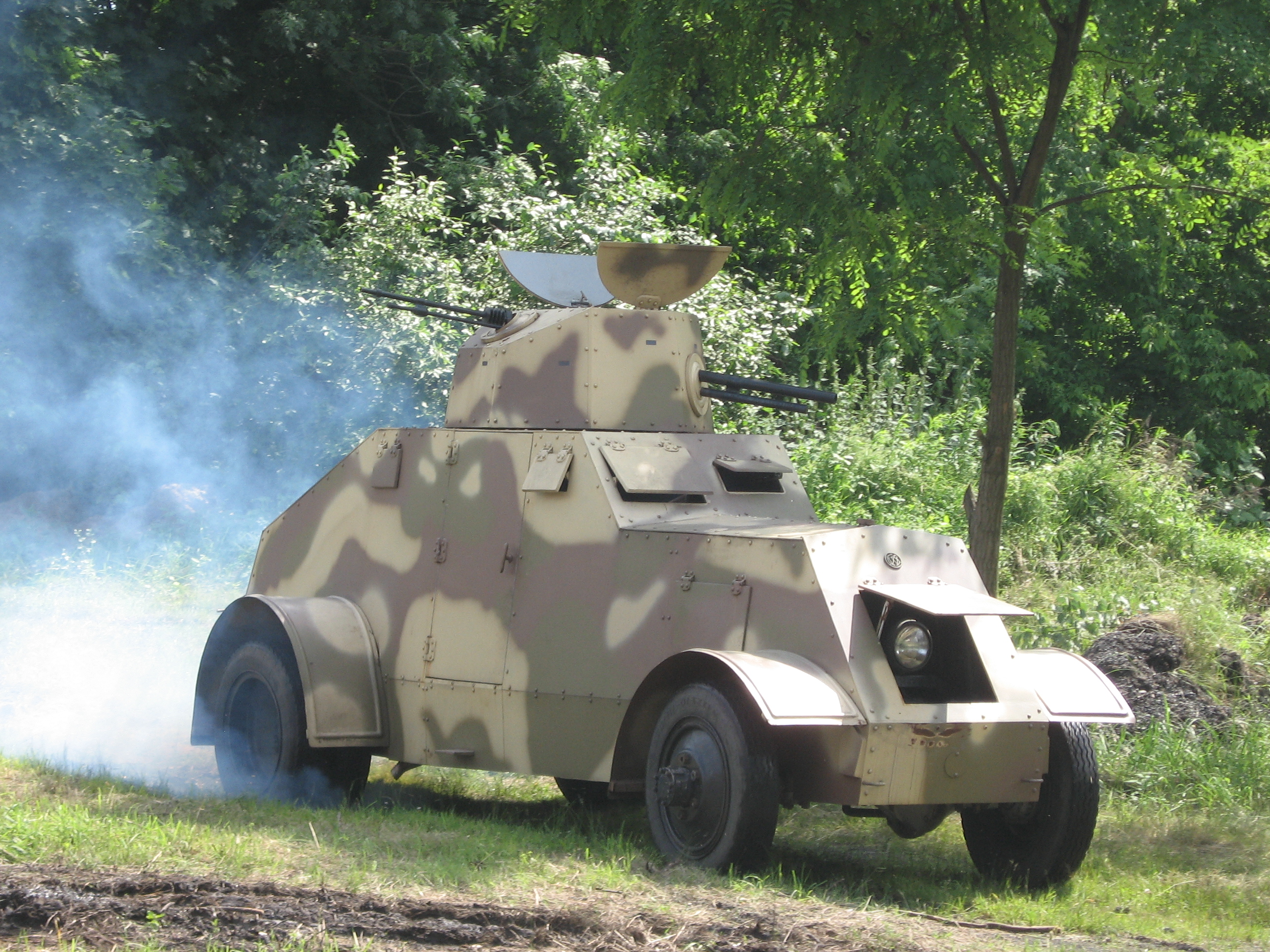
Replica moderna di una wz. 29.

La torre disponeva di una seconda blindosfera per la mitragliatrice  sul tetto della torretta, da usare per il tiro antiaereo. Il rapido aumento della velocità dei nuovi aeroplani rese questo aggancio inutilizzato.
Gli ingegneri studiarono attentamente la forma dello scafo della nuova blindo, in particolare l'inclinazione delle piastre corazzate. Esse proteggevano l'equipaggio da shrapnel e pallottole ordinarie a tutte le distanze, mentre i proietti perforanti dei fucili anticarro erano inefficaci fino a 300 m.
I lavori di progettazione terminarono nella prima metà del 1929 con la costruzione di un prototipo, accuratamente testato. Le prove evidenziarono i punti di forza della nuova blindo: il forte armamento, la sufficiente protezione e la postazione del secondo guidatore in contromarcia. Questi vantaggi non bilanciavano comunque le carenze: velocità e manovrabilità scarse (da imputare ad un motore sottopotenziato), sagoma troppo alta e scarse prestazioni fuoristrada. Oltre al prototipo vennero realizzati solo altri 10 esemplari, completati a luglio del 1931.

## Impiego operativo
I veicoli di serie erano abbastanza per equipaggiare una compagnia blindata. Dal 1936 le wz. 29 vennero assegnate al battaglione addestrativo del Centro sperimentale veicoli blindati. Durante l'invasione tedesca nel settembre 1939 venne formato uno squadrone, dotato di 7 autoblindo più un'ottava per il comando, che venne assegnato all'11º Battaglione corazzato, Brigata di cavalleria "Mazowiecka".